# 市立大町図書館
市立大町図書館（しりつおおまちとしょかん）は、長野県大町市にある公共図書館。旧図書館に隣接する地に、1999年（平成11年）10月1日に新築開館した。開館と同時にコンピュータと自動貸出機を導入した。体育館・児童館・文化財センターなどの教育関連施設が集まる西公園の一角にある。

## 歴史
1942年（昭和17年）8月、町立大町図書館として設立し、1948年（昭和23年）2月に大町公民館図書部となる。1954年（昭和29年）7月、北安曇郡大町が周辺村と合併し大町市となったことに伴い、大町市立図書館に改称した。
1970年（昭和45年）10月に新図書館が竣工し、同年10月12日に開館式を挙行した。1999年（平成11年）10月1日、旧館の隣地に新館が開館した。

## 特色
大町市は北アルプスの山麓にあることから、山岳関係図書の収集に力を入れている。2018年（平成30年）12月16日には開館20周年記念イベントを開催し、大町市出身の小説家である新津きよみのトークイベントなどを行った。
2012年（平成24年）8月1日には、信州大学附属図書館との間で連携協定を締結し、資料の連携、相互貸借、OPACの相互連携、図書館イベントの合同実施などに取り組んでいる。2017年（平成29年）10月1日には、北アルプス連携自立圏（北アルプス地域）図書館相互利用が開始され、連携自立圏の居住者は市立大町図書館、池田町図書館、松川村図書館、白馬村図書館、小谷村図書館で貸出カードを作成することが可能となった。
特殊コレクションとして、社村の庄屋文書（約80点）と中村白葉記念文庫（約4,000冊）を保有する。中村白葉記念文庫は、白葉の娘婿・中村融から寄贈された白葉の旧蔵書であり、『世界文学全集』やロシア文学関係資料、フョードル・ドストエフスキー、アントン・チェーホフらの全集などがある。

## 施設

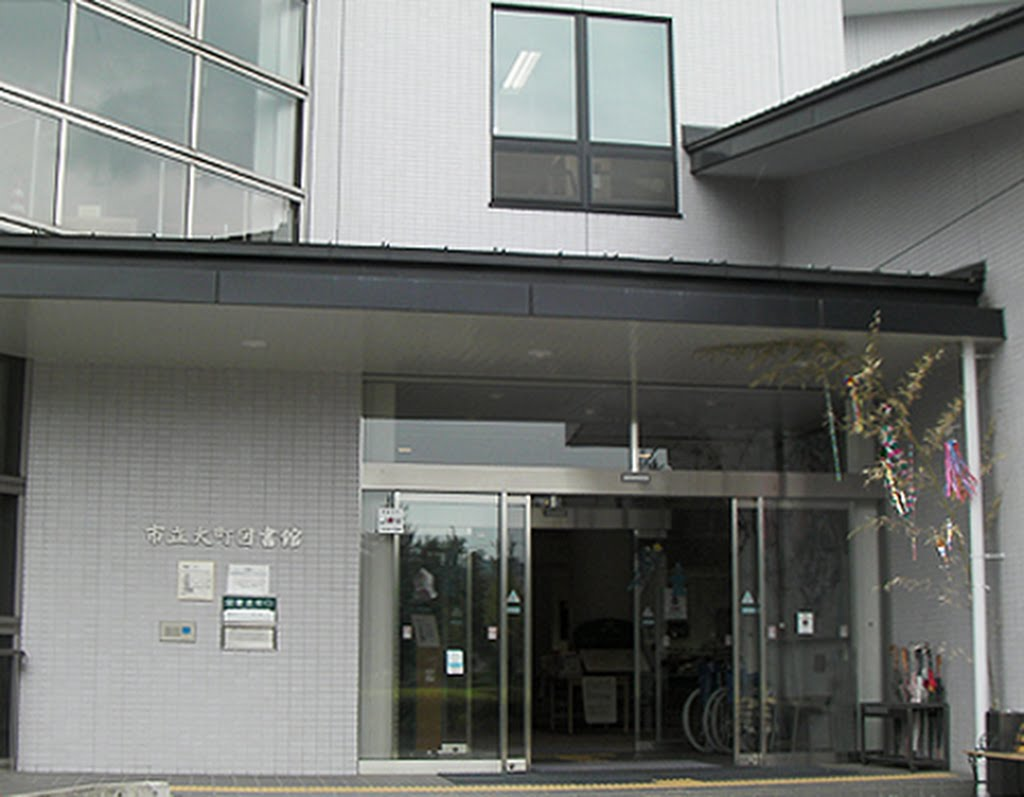
エントランス

建物は飛騨山脈（北アルプス）の風景になじむように県設計が設計した。
- 所在地 - 長野県大町市大字大町4710番地6
- 構造 - 鉄筋コンクリート造、地上2階[2]
- 延床面積 - 1,726.94m2
- 配置
  - 2階 - 地域資料室・保存図書コーナー・視聴覚室（学習室） ほか
  - 1階 - エントランスホール・じゅうたんコーナー・児童図書コーナー・一般閲覧コーナー・AVブラウジングコーナー　ほか
    - 児童図書は雪だるま、一般図書は岳（やま）をイメージした木製書架を採用している[2]。

## 交通
- JR大糸線北大町駅から徒歩15分、またはJR大糸線信濃大町駅から自動車で5分[5]
- 長野自動車道安曇野ICから自動車で30分[5]